# Tibeti sármány
A tibeti sármány (Emberiza koslowi) a madarak osztályának verébalakúak (Passeriformes) rendjébe és a sármányfélék (Emberizidae) családjába tartozó faj.

## Rendszerezése
A fajt Valentin Lvovich Bianchi orosz ornitológus írta le 1904-ben. Tudományos faji nevét Pjotr Kuzmich Kozlov orosz utazó és felfedező tiszteletére kapta.

## Előfordulása
Kína területén honos. Természetes élőhelyei a szubtrópusi, trópusi és mérsékelt övi magaslati cserjések, sziklás környezetben. Állandó, nem vonuló faj.

## Megjelenése
Testhossza 16 centiméter.

## Életmódja
Feltehetően különböző magvakkal táplálkozik, de tenyészidőszakban minden bizonnyal rovarokat fogyaszt.

## Természetvédelmi helyzete
Az elterjedési területe elég kicsi, egyedszáma 15 000 példány alatti, viszont stabil. A Természetvédelmi Világszövetség Vörös listáján mérsékelten fenyegetett fajként szerepel.